# Гоње
Гоње (фр. Gogney) насеље је и општина у североисточној Француској у региону Лорена, у департману Мерт и Мозел која припада префектури Линевил.
По подацима из 2011. године у општини је живело 47 становника, а густина насељености је износила 5,34 становника/km². Општина се простире на површини од 8,8 km². Налази се на средњој надморској висини од 300 метара (максималној 362 m, а минималној 267 m).

## Демографија
| 1962. | 1968. | 1975. | 1982. | 1990. | 1999. | 2011. |
| ----- | ----- | ----- | ----- | ----- | ----- | ----- |
| 97    | 102   | 111   | 81    | 69    | 65    | 47    |

График промене броја становника у току последњих година